# Автошлях Т 2556
Автошля́х Т 2556 — автомобільний шлях територіального значення у Чернігівській області. Пролягає територією Прилуцького району від Густині до перетину з Н07. Загальна довжина — 4,6 км.

## Маршрут
Автошлях проходить через такі населені пункти:
| Автошлях Т 2556      |     |
| Чернігівська область |     |
| Прилуцький район     |     |
| Густиня              |     |
|                      | Н07 |